# Abdelhamid Abdou
Abdelhamid Abdou Ibrahim (in arabo عبد الحميد عبده إبراهيم‎?; Alessandria d'Egitto, 20 dicembre 1905 – Alessandria d'Egitto, 11 giugno 1972) è stato un calciatore egiziano, di ruolo difensore.

## Carriera
Partecipò al Mondiale del 1934 con la Nazionale egiziana.